# Ichikikushikino, Kagoshima
Ichikikushikino (いちき串木野市 Ichikikushikino-shi) là một thành phố thuộc tỉnh Kagoshima, Nhật Bản.